# Platytropius siamensis
Platytropius siamensis är en fiskart som först beskrevs av Sauvage, 1883.  Platytropius siamensis ingår i släktet Platytropius och familjen Schilbeidae. IUCN kategoriserar arten globalt som utdöd. Inga underarter finns listade i Catalogue of Life.